# Echo Bridge
Echo Bridge — сольный студийный альбом английского певца и композитора, вокалиста группы The Zombies Колина Бланстоуна, вышедший в 1995 году.

## Об альбоме
После «скучных авторских споров и участия в незавершённых проектах» у певца неожиданно оказались демоверсии двух песен, которые ему обязательно хотелось записать. Так он познакомился с продюсером и музыкантом Джоном Свитом и его группой музыкантов. В гараже своего дома в городке Йовиль (Сомерсет) Дж. Свит держал полноценную студию.
Для записи альбома не было надлежащего бюджета. Поэтому Джон Свит, Гари Форз и Том Туми играли исключительно из любви к музыке. Запись растянулась почти на 3 года. К концу этого срока появилась финансовая возможность для того, чтобы «свести треки у замечательного звукоинженера Гэри Китчингема из Уимблдона».

В этом смысле «Echo Bridge» для меня — поворотный пункт, после которого я вновь поверил в новые записи; эхо прошлого и мост в будущее.
— Colin Blunstone. Echo Bridge [CD booklet]. London: Big Beat Records, 2004
Альбом «Echo Bridge» состоял целиком из новых песен, и был выпущен после 25-летнего перерыва (учитывая, что альбом 1991 года Sings His Greatest Hits состоял из перепевок хитов). «Echo Bridge» сделан в современной манере, с использованием электронного звучания. Центр альбома — акустическая композиция «If I Said», которая демонстрирует, что «голос Бланстоуна лучше всего слушать при минимальном инструментальном оформлении». Альбом после ремастеринга под лейблом Big Beat переиздавался в 2004 году, как в Европе, так и в США.
По сравнению с предыдущими соло-альбомами, в этом альбоме вклад Бланстоуна как композитора минимальный. Возможно, это одна из причин, почему альбом не стал таким же популярным, как предшествующие.

## Список композиций
1. Levi Stubbs' Tears (Брэгг, Билли) — 4:28
2. Tearing The Good Things Down (Winter, Chris) — 4:58
3. The Radio Was Playing Johnny Come Lately (Pickett, Phil/Dore, Charlie/Britten, Terry) — 4:38
4. Everlasting Love (Eaton, Chris) — 5:13
5. What Is Love (Blunstone, Colin/Eaton, Chris) — 5:11
6. Oxygen (Кершоу, Ник) — 4:23
7. If I Said (Maggs, Hywel/Winter, Chris) — 3:17
8. The Best Is Yet To Come (Ward, Clifford T.) — 2:56
9. Breakaway (Gallagher, Benny/Lyle, Graham) — 4:27
10. I Want To Say A Prayer (Jordan, Marc/Capek, John/Kipner, Steve) — 4:57

## Участники записи
- Колин Бланстоун — гитара, нотная обработка, вокал, бэк-вокал
- Gary Forse — клавишные, эффекты, клавишная и струнная аранжировка
- Том Туми (Tom Toomey) — гитара (акустическая и электро-), мандолина
- Martin Green — саксофон (альт и сопрано)
- Chris Childs — бас
- Джон Свит (Jon Sweet) — ритм-аранжировка, программирование, клавишные на Oxygen
- Ian Francis — дополнительный бэк-вокал на Everlasting Love

А также:
- Gerry Kitchingham — сведение
- Nick Robbins — мастеринг
- Phil Smee — дизайн упаковки
- Sarah Cheesbrough — фотографии